# اینترفرون بتا-۱بی
اینترفرون بتا-۱بی (انگلیسی: Interferon beta-1b) یک سیتوکین در خانوادهٔ اینترفرون‌هاست که برای درمان «ام‌اس عودکننده-بهبودیابنده» و «ام‌اس پیش‌روندهٔ ثانویه» به‌کار می‌رود و می‌توان آن را پس از بروز نخستین حملهٔ ام‌اس تجویز نمود. این اینترفرون شباهت‌های زیادی به اینترفرون بتا-۱ای از لحاظ عملکرد و مشخصات دارویی دارد.

## مکانیسم اثر
اینترفرون بتا-۱بی، بیان ژنی عوامل التهاب‌ساز و ضدالتهاب در مغز را تنظیم می‌کند و تعداد سلول‌های التهابی عبوری از سد خونی مغزی را کاهش می‌دهد. در مجموعه، درمان با اینترفرون بتا-۱بی میزان التهاب یاخته‌های عصبی (نرون‌ها) را کاهش می‌دهد. همچنین گمان می‌رود که این دارو، ساختِ فاکتور رشد عصب را افزایش و میزان بقای یاخته‌های عصبی را ارتقا دهد.

## عوارض جانبی

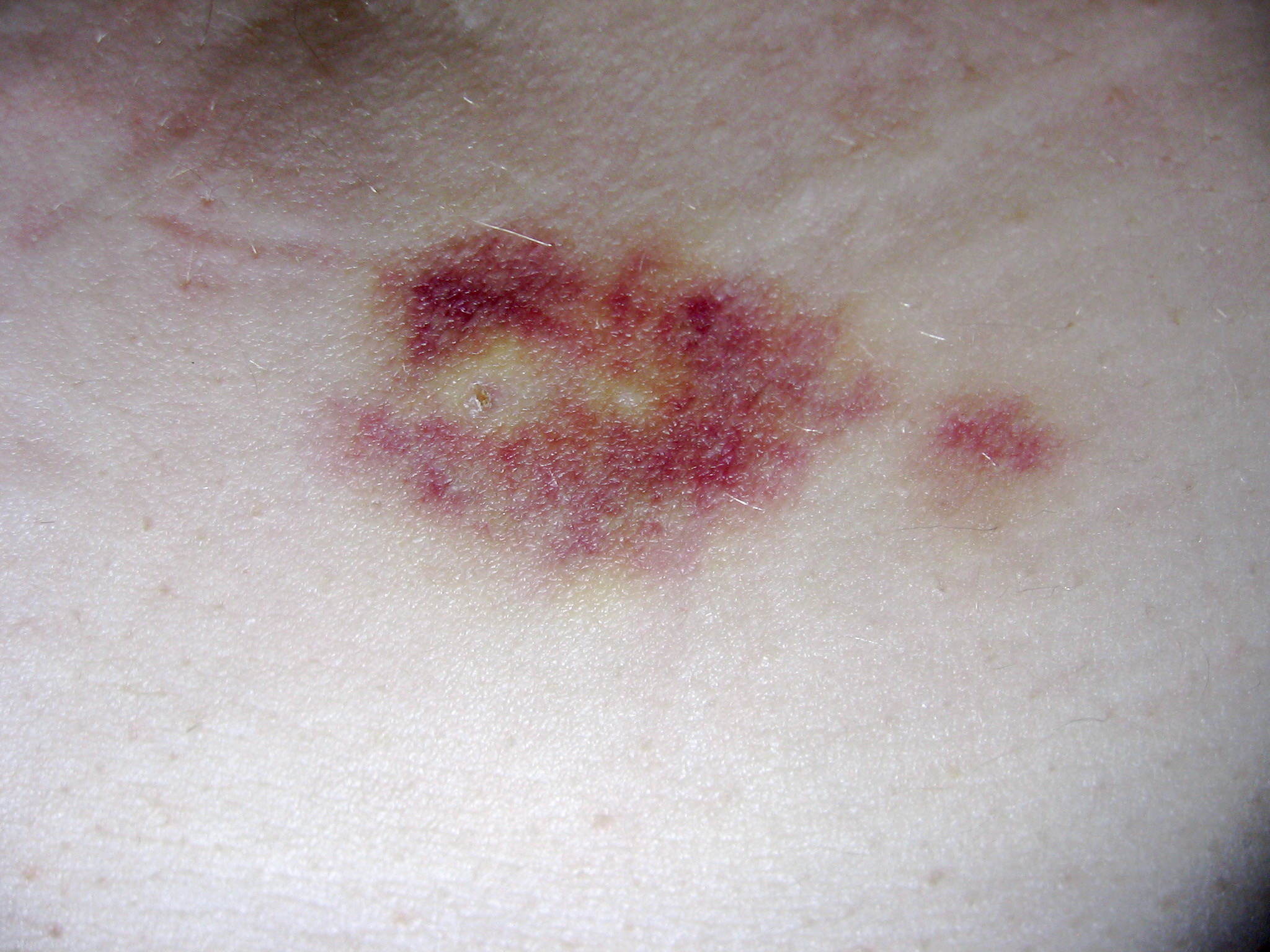
داروهای تزریقی ممکن است در محل تزریق، ایجاد تحریک و خون‌مردگی نمایند. خون‌مردگی زیرپوستی که در تصویر مشاهده می‌شود در اثر تزریق زیرجلدی به‌وجود آمده‌است.

- واکنش‌های پوستی در محل تزریق: تظاهر بالینی این واکنش‌ها به‌شدت متغیر و متفاوت است[۲] و حتی ممکن است به‌صورت نکروز جلدی باشد. این عوارض ظرف ماه نخست تجویز ظاهر و پس از شش ماه از مصرف، میزان بروز و اهمیت‌شان کاهش می‌یابد.[۲] واکنش‌های پوستی در زنان شایع‌تر است.[۲] انواع خفیف آن اثری بر ادامهٔ درمان ندارند، حال آنکه نکروز جلدی که در ۵٪ بیماران دیده می‌شود، منجر به قطع درمان می‌شود.[۲] به مرور زمان، ممکن است یک فرورفتگی قابل رویت در محل تزریق به‌سبب تخریب موضعی بافت چربی (موسوم به لیپوآتروفی) حاصل شود.[۳]
- علائم شبه آنفلوانزا: بسیاری از مصرف‌کنندگان اینترفرون بتا-۱بی، چند ساعت پس از تزریق از علائم شبه آنفلوانزا (نظیر تب، درد ماهیچه، خستگی و سردرد)[۴] شکایت دارند که معمولاً ظرف ۲۳ ساعت بهبود می‌یابد و علتش افزایش موقت سطح سیتوکین‌هاست.[۲][۵] این مشکل معمولاً ظرف سه ماه از آغاز درمان برطرف می‌شود و می‌توان آن را با داروهای ضدالتهاب غیراستروئیدی همچون ایبوپروفن درمان کرد که کاهش‌دهندهٔ تب و درد است.[۲]
- بدتر شدن موقت علائم قبلی ام‌اس:[۲] این عارضه شبیه به پدیده اوتهوف است که طی آن علائم بیماری در اثر گرما، تب و استرس تشدید می‌شود و چند روز به‌طول می‌انجامد.[۲] یکی از علائم مستعد برای بدتر شدن، اسپاسیته (سفتی و گرفتگی عضلات) است.[۲]
- سایر موارد: کاهش گلبول‌های سفید (لکوپنی، لنفوپنی، نوتروپنی) و تغییر در عملکرد کبد. در بسیاری از موارد، این تغییرات غیر خطرناک و قابل بازگشت هستند.[۲] با این وجود توصیه بر آن است که تمامی بیماران توسط آزمایش خون و آزمون عملکرد کبد، تحت نظر باشند تا اطمینان حاصل شود که مصرف اینترفرون بتا-۱بی در آنها بی‌خطر است.[۲]